# Tupaia montana
Tupaia montana är en däggdjursart som beskrevs av Thomas 1892. Tupaia montana ingår i släktet Tupaia och familjen spetsekorrar. IUCN kategoriserar arten globalt som livskraftig.
Denna spetsekorre förekommer i bergstrakter på Borneo. Den vistas vanligen mellan 600 och 3170 meter över havet. Sällan når den lägre områden. Habitatet utgörs av ursprungliga skogar och av skogar som förändrades av människor.

## Underarter
Arten delas in i följande underarter:
- T. m. baluensis
- T. m. montana